# Jonathan Wild
Jonathan Wild (Wolverhampton, 6 maggio 1683 – Tyburn, 24 maggio 1725) è stato un criminale inglese, capo di una banda di ladri, banditi e ricattatori, venendo per questo considerato il maggiore criminale britannico del XVIII secolo.

## Biografia
Sposatosi in adolescenza, all'età di 21 anni abbandonò la moglie e il figlio per giungere a Londra, dove cominciò la sua carriera criminale; in questo periodo, mentre organizzava i colpi di una delle bande di ladri di maggior successo dell'epoca, si mostrava come un uomo di legge, manipolando la stampa e le paure della nazione. Dopo circa 15 anni di attività, venne arrestato per un reato minore, giudicato colpevole e impiccato a Tyburn. Dopo la sua esecuzione sul patibolo, arrivata il 24 maggio del 1725, Wild è stato un chiaro esempio di corruzione e ipocrisia.

## Riferimenti nella cultura
- Daniel Defoe si occupò di Wild, producendo A True & Genuine Account of the Life and Death of the Late Jonathan Wild (1725).
- John Gay, autore della celebre ballad opera L'opera del mendicante (1728), si ispirò a Jonathan Wild per il personaggio di Peachum, capo del racket dei mendicanti di Londra ed antagonista principale nella vicenda.
- Henry Fielding scrisse The Life and Death of Jonathan Wild, the Great ("Vita e morte di Jonathan Wild il grande", 1742), una biografia di Wild nella forma di romanzo satirico (generalmente letto come critica velata al Primo ministro Robert Walpole).
- Arthur Conan Doyle affermò di essersi ispirato a Jonathan Wild per il personaggio del professor Moriarty, antagonista di Sherlock Holmes.